# Homeostase (fysiologie)
Homeostase is een fysiologisch proces, waarbij organismen het inwendig milieu van biochemische en biofysische processen in evenwicht houden, ondanks veranderingen in de omgeving waarin het organisme zich bevindt. Door homeostase kan een organisme de functie van elk individueel orgaan aanpassen, waardoor aan de integrale behoefte van het lichaam wordt voldaan. Als het organisme faalt in het onderhouden van zijn homeostase kan het organisme sterven. Het principe werd het eerst beschreven door Claude Bernard als milieu intérieur, terwijl Walter Bradford Cannon in 1932 in zijn boek The Wisdom of the Body de naam homeostase bedacht.
Homeostase bij gewervelden is mogelijk doordat weefsels en organen via het zenuwstelsel, of door biochemische stimulatie, met elkaar in verbinding staan. Dat heet interoceptie. De hypothalamus, een deel van de hersenen, registreert dat de homeostase uit balans is en zorgt er, middels biochemische stimulatie, voor dat de concentraties van de voor het organisme noodzakelijke stoffen weer naar de homeostatische toestand terugkeren. 
De biochemische stimulatie gebeurt via transmitters. Transmitters die via het bloed worden vervoerd zijn de hormonen; transmitters die verschillende delen van het zenuwstelsel met boodschappen verzorgen zijn de neurotransmitters. Onder andere de zuurgraad, het zuurstofgehalte van het bloed, de bloeddruk, de suikerspiegel, de temperatuur, de osmoseregulatie, en de hoeveelheid in het bloed opgeloste stoffen worden op deze manier gereguleerd.